# غيوم لاكروا
غيوم لاكروا (بالفرنسية: Guillaume Lacroix)‏، هو سياسي فرنسي وُلد في 11 فبراير 1976 في بورغ أون بريس في إقليم آن. أٌنتُخب رئيساً لحزب اليسار الراديكالي في عام 2019، ودخل المجلس الإقليمي لأوفيرني رون ألب في عام 2021، حين تولى منصب رئيس مجموعة حزب اليسار الراديكالي في المعارضة.

## التعليم والمسيرة المهنية
ينحدر غيوم لاكروا من سانت ديدييه سور شالارون، ويحمل شهادة الدراسات المعمقة في القانون المجتمعي من جامعة ليون. في عام 2000، فاز بمسابقة رينيه كاسن وأصبح متدربًا في المفوضية الأوروبية حتى عام 2001. عمل مُدرساً في جامعة ليون حتى عام 2004، ثم انضم إلى المجلس الإقليمي لرون ألب قبل أن ينضم إلى مكتب رئيس الوزراء مانويل فالس في عام 2015 مُستشاراً ثم رئيساً لقسم اللامركزية وتخطيط الأراضي.

## المسار السياسي

### المناصب المحلية
بدأ غيوم لاكروا انخراطه السياسي في حزب اليسار الراديكالي عندما كان عمره 18 عامًا. أُنتُخب لأول مرة في سن 25 عضواً في مجلس بلدي للمعارضة في بورغ أون بريس. في عام 2008، أُنتُخبَ في بلدته ضمن القائمة الأغلبية وأصبح نائبًا لرئيس البلدية مكلفًا بالثقافة والعلاقات الدولية. خلال الانتخابات الكانتونية لعام 2008، أُنتُخبَ مستشارًا عامًا لكانتون بورغ نورد سنتر وأصبح أصغر عضو في الجمعية الإقليمية حين ترأس المجموعة الأغلبية. شغل منصب نائب رئيس المجلس العام لإقليم آن مكلفًا بالاقتصاد والزراعة والمساعدات البلدية والإدارة العامة من 2008 إلى 2015. أُعيد انتخابه في الانتخابات البلدية لبورغ أون بريس في عام 2014 وأصبح نائبًا لرئيس تجمع بورغ أون بريس مكلفًا بالمالية، وهو المنصب الذي غادره في عام 2017 لأسباب مهنية.